# Eugippe
Eugippe (né peut-être en Campanie vers 465, mort après 533) est un hagiographe et un moine des premiers siècles du christianisme. Il est surtout connu pour avoir rédigé une Vita sancti Severini, biographie de saint Séverin du Norique, dont il a transporté les reliques en Italie.

## Biographie
L'enfance d'Eugippe est mal connue. Probablement n'est-il pas né à Naples, mais plutôt issu d'une famille du Norique Supérieur ou de Rhétie Ultérieure. La première mention certaine d'Eugippe n'est pas antérieure à l'exhumation et translation des reliques de saint Séverin en 488 (Vita sancti Severini, 44, 6-7). Il est néanmoins probable qu'il ait assisté à la mort de Séverin (Vita sancti Severini, 43, 9). Si P. Váczy pense qu'Eugippe a rejoint Séverin à l'âge de 10 ans, Rajko Bratož pense, plus raisonnablement, qu'il a partagé les dix dernières années du saint.
Eugippe fut abbé d'un monastère situé à Castellum Lucullanum, près de Naples, où les restes de saint Séverin furent déposés. Selon Isidore de Séville (De viris illustribus, § 26), il laissa une règle à ses moines, mais elle n'a pas été conservée. On conserve des lettres que lui adressèrent Denys le Petit, Fulgence de Ruspe, Ferrand de Carthage. La lettre de ce dernier, qui lui annonce la mort de l'évêque Fulgence (532), donne un terminus post quem pour sa propre mort. Il y a aussi un échange de lettres conservé entre lui et le diacre romain Paschase, qui porte sur la Vie de saint Séverin.

## Œuvres
Eugippe est l'auteur de deux œuvres qui font de lui un personnage incontournable de la vie littéraire chrétienne du début du VIe siècle, à savoir une compilation des œuvres d'Augustin d'Hippone, et la Vie de saint Séverin de Norique (Vita sancti Severini).

### Éditions
- Eugippe - Das Leben des Heiligen Severin (1986), éd. Phaidon, Essen, Allemagne.  (ISBN 3-88851-111-9)
- Eugippe - Vita Sancti Severini (1999, éd. bilingue latin/alld. trad. et présenté par Theodor Nüsslein.) éd. Reclam, Stuttgart   (ISBN 3-15-008285-4)